# Jørn Utzon
Jørn Utzon (9. dubna 1918, Kodaň – 29. listopadu 2008, Kodaň) byl dánský architekt. Jeho nejslavnější stavbou je budova Opery v Sydney v Austrálii; nicméně, ocenění za toto své životní dílo obdržel až dlouho po jeho dostavění: teprve po přelomu století získal Pritzkerovu cenu za rok 2003, čestné občanství města Sydney, čestný doktorát a také Australský řád. Jako první architekt v dějinách se dočkal ještě za svého života zápisu své stavby na seznam Světového kulturního dědictví UNESCO (29. června 2007).
Zemřel ve věku 90 let, 29. listopadu 2008.

## Vítězství v soutěži o stavbu Sydneyské opery

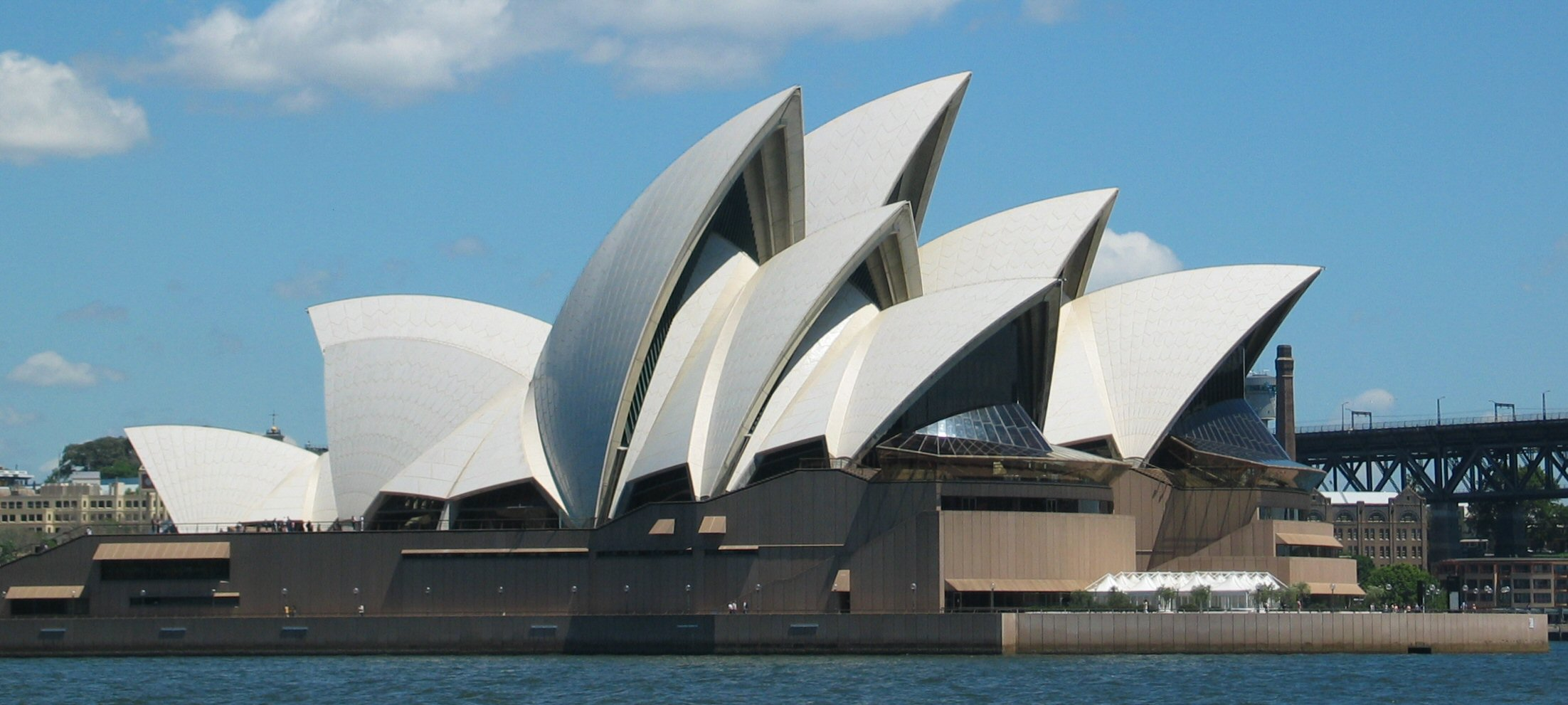
Opera v Sydney

Jeho vítězství v architektonické soutěži o vybudování Opery v Sydney v roce 1957 bylo velkým překvapením. Utzon zaslal do soutěže výkresy, které jen málo překračovaly úroveň předběžných náčrtů. Jeden z porotců Eero Saarinen je ale označil za dílo génia a jediné, které může podpořit.
Přesunul se do Sydney, kde dlouho dohlížel na realizaci svých plánů. Projekt se ale jeho zásluhou i vinou vnějších okolností opakovaně měnil, Utzon se po roce 1965 dostal do konfliktu s novým ministrem veřejných prací Davisem Hughesem, který nakonec přerostl v jeho odjezd z Austrálie. Stavba byla dokončena v jeho nepřítomnosti a otevřena v roce 1973.
Za problémy při výstavbě opery mohou být politické otázky, které vedly k nepřiměřeně nízko nastaveným finančním plánům a později k mnohonásobnému překročení rozpočtu. Související skandál a pokažená pověst později zabránily Utzonovi v získání dalších velkých zakázek.

## Další realizace
Navrhl ještě několik menších staveb v Dánsku, vlastní dům na Mallorce a hlavně budovu Kuvajtského národního shromáždění ve městě Kuvajt; ovšem některé jiné jeho návrhy budov, jako divadlo v Curychu, divadlo v libanonské Džajtě či stadion v saúdskoarabské Džiddě zůstaly pouze na papíře.

## Dílo

### Dokončené stavby
- Vodárenská věž ve Svaneke na dánském ostrově Bornholm (1949–1951)
- Vlastní dům v Hellebæku (1950–1952)
- Dům Middelboe v dánském Holte (1953–1955)
- Venkovské sídliště Kingohusene v Elsinore (1956–1960)
- Sídliště Elineberg v Helsingborgu ve Švédsku (1954–1966)
- Sídliště Planetstaden v Lundu ve Švédsku (1956–1958)
- Opera v Sydney (1956–1973)
- Venkovské sídliště Fredensborghusene ve Fredensborgu v Dánsku (1959–1969)
- Banka Melli v Teheránu (1959–1960)
- Pečovatelské středisko Hammershøj v Elsinore (1962–1966)
- Kostel v Bagsværdu (1968–1969)
- Panelové rodinné domy Espansiva (1969)
- Can Lis – architektův dům na Mallorce (1971–1973)
- Kuvajtské národní shromáždění v městě Kuvajtu (1972–1984)
- Prodejna nábytku Paustian v Kodani (1985–1987)
- Can Feliz na Mallorce (1991–1994)

### Návrhy
(výběr)
- Střední škola v Elsinore (1958–1962)
- Vlastní dům na Bayview v Sydney (1963–1965)
- Muzeum díla Asgera Jorna v Silkeborgu (1963)
- Divadlo v Curychu (1964–1970)
- Divadlo v Džajtě v Libanonu (1968)
- Stadion v Džiddě v Saúdské Arábii (1969)